# New Boston Inn
Das New Boston Inn ist eine historische Gaststätte in Sandisfield, Massachusetts. Das Mitte des 18. Jahrhunderts errichtete Gebäude zählt zu den ältesten der Stadt. Es wurde 1988 in das National Register of Historic Places aufgenommen und ist seit 2022 Contributing Property zum New Boston Village Historic District. Die Gaststätte ist nach eigenen Angaben die älteste im Berkshire County und bietet auch Bed and Breakfast an.

## Beschreibung
Man geht davon aus, dass das New Boston Inn um 1755 als kleines Gebäude begonnen wurde, an dem später mehrere umfangreiche Anbauten ergänzt wurden. Das nach Osten ausgerichtete, mit Schindeln gedeckte Hauptgebäude im Federal Style wurde beispielsweise um 1800 hinzugefügt.
Die Dachtraufen machen an den Giebelenden volle Rücksprünge und bilden Giebel, die mit Schindeln bedeckt sind. In der Mitte befindet sich ein breiter Eingang mit einer trapezförmigen Einfassung, die Seitenfenster umschließt. Pilaster rahmen diese ein und erheben sich durch den Fries zum vorspringenden Gesims. 
Ein zweieinhalbstöckiger Anbau steht an der südöstlichen Ecke des Hauptgebäudes. An der Nordfassade des Hauptgebäudes befindet sich ein großer Flügel unter einem Giebeldach. An der Nordostecke des Flügels ist eine Scheune im Neuengland-Stil angebaut. Die zweiflügeligen Eingangstüren befinden sich an der Südfassade. 
Das Gasthaus befindet sich am östlichen Ende eines langgestreckten Grundstücks, das an der Süd-, West- und Nordseite von Steinmauern (ca. 1800) begrenzt wird. Das umschlossene Grundstück ist offen und mit Gras bewachsen. Ein zeitgenössisches Schild neben dem Gebäude trägt den Namen des Gasthauses und das irreführende Datum 1737. Dieses Datum steht zwar im Zusammenhang mit den Einzelheiten einer Landzuweisung, doch wurde die Stadt erst in den 1750er Jahren besiedelt.